# Првенство Канаде у рагбију
Првенство Канаде у рагбију (енгл. Canadian Rugby Championship) је први ранг рагби 15 такмичења у овој богатој монархији.

## О такмичењу
Рагби је популаран тимски спорт у Канади, нарочито међу децом. У Канади има 100 000 рагбиста и око 300 рагби клубова. У овој лиги учествују 4 провинцијска тима, а мечеви се играју у августу и септембру. 4 бода се добијају за победу, а 2 бода за нерешено. Овим такмичењем руководи Рагби савез Канаде. Првенство Канаде у рагбију је правни и фактички наследник Супер лиге Канаде у рагбију.
Учесници:
- Рок
- Онтарио блузси
- Прејри вулф пек
- Берси

## Историја
Списак победника овог такмичења
- 2009. Берси
- 2010. Рок
- 2011. Онтарио
- 2012. Онтарио
- 2013. Онтарио
- 2014. Онтарио
- 2015. Прејри
- 2016. Прејри
- 2017. Берси

| Рагби клуб             | Број титула |
| ---------------------- | ----------- |
| Онтарио блузси         | 5           |
| Бритиш колумбија берси | 2           |
| Прејри вулф пак        | 1           |
| Рок                    | 1           |